# Miecław

     Terytorium państwa Miecława
Miecław (Masław, Mojsław, Miesław; zm. 1047) – cześnik króla Mieszka II, następnie władca Mazowsza w czasie wygnania władcy, kontestujący władzę Piastów.

## Etymologia imienia
Imię występuje w źródłach jako Meczzlaus, Meczslaus, Meslaus, brzmiało Miecław, z Miecław, Miecisław, czyli ten, który miota sławę. Według hipotezy Stanisława Rosponda, Masław miałby być skróconą formą niezachowanego w pierwotnym brzmieniu imienia Jimasław, który wtórnie utrzymał się jako Jimisław .

## Życiorys
Po śmierci króla Mieszka II i ucieczce z kraju na Węgry jego syna, księcia Kazimierza Odnowiciela w kraju zapanował chaos oraz wybuchło w 1038 powstanie ludowe. W tym czasie Miecław objął władzę na Mazowszu ogłaszając się księciem (1037). Założył tzw. „państwo Miecława”. Według ustaleń Mateusza Boguckiego Miecław umocnił swoje panowanie przez emisję własnych monet. Gdy Kazimierz powrócił w 1039 roku do Polski, Miecław przeciwstawił się mu zbrojnie w 1041 roku, sprzymierzając się z Pomorzanami i Jaćwingami. Konflikt ten znany jest w historiografii polskiej jako „bunt Miecława”. Kazimierz odniósł jednak zwycięstwo w bitwie pod Pobiedziskami na terenie Wielkopolski. Upadła wtedy koncepcja ustanowienia przez Miecława nowej dynastii.
Według Galla Anonima Miecław zginął w 1047 roku w bitwie z wojskami księcia Kazimierza Odnowiciela i posiłkami księcia kijowskiego Jarosława Mądrego. Według przekazu Wincentego Kadłubka Miecław miał zbiec do Prus i dopiero tam zostać zamordowanym.

## Odniesienia w kulturze
- Miecław jest bohaterem powieści historycznej Józefa Ignacego Kraszewskiego, Masław: powieść z XI wieku, wydanej w 1877 roku[6].
- Miecław jest jednym z bohaterów powieści „Mściwy karzeł i Masław, książę mazowiecki” Zygmunta Krasińskiego.
- Miecław jest także bohaterem powieści z gatunku fantastyki historycznej Witolda Jabłońskiego, „Słowo i miecz”. Ukazany jest jako bękart Bolesława Chrobrego oraz wierny wyznawca religii słowiańskiej.